# جون بيرك (لاعب كرة قاعدة)
جون بيرك (بالإنجليزية: John Burke)‏ هو لاعب كرة قاعدة أمريكي، ولد في 27 يناير 1877 في هازلتون في الولايات المتحدة، وتوفي في 4 أغسطس 1950 في جيرسي سيتي في الولايات المتحدة.

## وصلات خارجية
- جون بيرك على موقعبيزبول رفرنس.كوم (الدوري الرئيسي) (الإنجليزية)
- جون بيرك على موقعبيزبول رفرنس.كوم (الدوري الثانوي) (الإنجليزية)